# Stuart Russell
Stuart Jonathan Russell, född 1962 i Portsmouth i Storbritannien, är en brittisk datavetare, känd för sitt arbete inom artificiell intelligens. Russel har skrivit boken Artificial Intelligence: A Modern Approach tillsammans med Peter Norvig.